# Новочорторийський замок
Новочорторийський замок — оборонний замок, збудований у Новій Чорторії на річці Случ притоці річки Горині.

## Історія
У давнину тут був оборонний замок, від якого до кінця ХІХ століття залишилися лише сліди валів. Із замком пов'язана легенда.

## Легенда
Легенда розповідає про княгиню Настю, власницю замку, та воїна Боняка, який хотів його завоювати. Вигляд дуже вродливої діви, що підбадьорювала команду на валах до бою, перетворив цього завойовника на покірного слугу княгині, який попросив її руки в обмін на обіцянку припинити вбивства і підпали. Однак Боняк не дотримав свого слова. За те, що Настя стала на захист свого пригнобленого народу, придворні Боняка відвезли її на північ, до його колишньої столиці, де вона померла від голоду, прив'язана до дерева. З її сліз витекло знамените джерело, назване на її честь. Люди, вшановуючи чесноти Насті, спорудили на цьому місці храм. Натомість вони отримали захист і достаток Божих дарів. Заздрячи успіху людей, диявол вирішив побудувати на річці гранітну греблю і затопити місцевість. Однак його роботу перервав крик півня. Сліди диявольської греблі були помітні ще в ХІХ столітті.